# Erik Lambrechts
Erik Lambrechts (Leuven, 17 settembre 1984) è un arbitro di calcio belga.

## Carriera
Nella stagione 2010/2011 esordisce nella Challenger Pro League, la seconda serie del campionato belga, e nel corso della stagione dirige 7 partite in questo campionato.
L'anno seguente viene promosso alla Pro League, in cui dirige una partita nella stagione 2011/2012.
Il 12 aprile 2013 arbitra l'incontro Slovacchia U18-Russia U18 (1-1).
Il 24 maggio 2014 esordisce come arbitro UEFA, arbitrando il match valido per le Qualificazioni al campionato europeo di calcio Under-21 Svezia-Bulgaria (1-2).
Nella stagione 2014/2015 arbitra una partita delle Qualificazioni all'Europa League, mentre l'anno seguente dirige la finale di Supercoppa del Belgio. Il 10 luglio 2018, invece, esordisce nelle qualificazioni alla Champions League. Successivamente, nel 2021, dirige due partite delle Qualificazioni al campionato mondiale di calcio 2022.
Infine, nella stagione 2022/2023 esordisce nelle fasi a gironi di Europa League e Conference League, e l'anno seguente in quella di Champions League.